# Херстен
Херстен (њем. Hörsten) општина је у њемачкој савезној држави Шлезвиг-Холштајн. Једно је од 165 општинских средишта округа Рендсбург. Према процјени из 2010. у општини је живјело 67 становника. Посједује регионалну шифру (AGS) 1058075.

## Географски и демографски подаци
Херстен се налази у савезној држави Шлезвиг-Холштајн у округу Рендсбург. Општина се налази на надморској висини од 9 метара. Површина општине износи 8,8 km². У самом мјесту је, према процјени из 2010. године, живјело 67 становника. Просјечна густина становништва износи 8 становника/km².